# Singin' in the Rain (brano musicale)
Singin' in the Rain è una celebre canzone, scritta nel 1929 da Arthur Freed (autore del testo) e da Nacio Herb Brown (autore della melodia). Il brano si posiziona al terzo posto nella classifica AFI's 100 Years... 100 Songs.

## Versioni
- Le prime esecuzioni in pubblico furono quelle di Cliff Edwards, noto come "Ukulele Ike", delle Brox Sisters, dei Rounders e dell'MGM Chorus nel film, uscito il 14 agosto 1929, Hollywood che canta (Hollywood Revue of 1929)[1], mentre la prima incisione discografica avvenne il 28 aprile dello stesso anno ad opera Gus Arnheim e della sua orchestra, versione uscita nell'agosto successivo[1].
- Nel 1930 viene cantata in cinese in una scena del film La crociera del folle, ambientata in un nightclub di Shanghai[4].
- Venne poi cantata da Jimmy Durante nel film Il professore (1932) e riproposta da Judy Garland in Little Nellie Kelly (1940), per poi essere omaggiata in tutte le sue versioni in C'era una volta Hollywood (1974), raccolta celebrativa dei migliori musical della MGM.
- Molto famosa è soprattutto l'interpretazione di Gene Kelly nel film del 1952 Cantando sotto la pioggia (Singin' in the Rain).[1]
- La canzone è notoriamente citata anche nel film Arancia meccanica (1971) di Stanley Kubrick, quando viene ironicamente canticchiata dal personaggio protagonista, il giovane delinquente Alex DeLarge (interpretato da Malcolm McDowell) durante la scena dello stupro a casa dello scrittore, mentre nei titoli di coda è presente la versione originale cantata da Gene Kelly, il quale ebbe non pochi dubbi prima di concederne l'utilizzo, mentre Stanley Donen si disse soddisfatto dell'uso della canzone[senza fonte].

## Testo
Il testo esprime il sentimento di gioia che scaturisce nell'animo di una persona mentre sta cantando e ballando sotto la pioggia, perché dice che ora, mentre sorride alle nuvole, "c'è il sole nel proprio cuore" ed è nuovamente pronta ad amare.

## Altre versioni
Oltre che dagli interpreti citati, il brano è stato inciso, tra gli altri, anche da (in ordine alfabetico):
- David Arkenstone (2005)
- Jamie Cullum (2003)
- Sammy Davis Jr. (1974)
- Doris Day con Neal Hefti e la sua orchestra (1961)
- Enzo Enzo (2009)
- Adam Faith (1960)
- Die fidelen Limburger (1978)
- Michael Feinstein (1989)
- Féloche e Nora Arnezeder (2010)
- Dudu França (2022)
- Roselda Fraschini in italiano, con il testo di Misselvia e il titolo Cantando sotto la pioggia, sul 78 giri Non è la prima volta/Cantando sotto la pioggia pubblicato il 1º gennaio 1953[5]
- Lena Horne (1966)
- Ignace (1982)
- Ria Joy (1977)
- John Martyn (1971)
- Mint Royale (2005)
- The Mormon Tabernacle Choir (1980)
- Maria Muldaur (1998)
- Ruth Olay (1958)
- Ove Linds Sextett (1978)
- Pavão Quartet (nell'album Someone to Watch Over Me del 2006)[6]
- John Serry la canta nell 'album RCA Thesaurus del 1954 Registrato per i record RCA Victor[7]
- Sheila & B. Devotion, che nel 1977 l'ha cantata in versione disco
- Taco (1982)
- Eddy Wally (1989)
- Just Water (1978)
- Joe Williams (1981)
- Roger Williams (1956)